# Execução de Luís XVI
A Execução de Luís XVI na guilhotina é um dos acontecimentos mais importantes da Revolução Francesa. A execução ocorreu em 21 de janeiro de 1793, às 10h20m, em Paris, na Praça da Revolução (a antiga Praça Luís XV, renomeada, em 1795, como Praça da Concórdia). 

## Contexto histórico
Na sequência dos acontecimentos da Jornada de 10 de Agosto de 1792 e do ataque ao Palácio das Tulherias, residência da família real, pelo povo parisiense, Luís XVI é preso na Prisão do Templo com a sua família, por alta traição. Ao final de seu processo, Luís XVI é condenado à morte por conta da maioria (apenas um voto de diferença), em 15 de Janeiro de 1793.

## A execução
Fontes deste parágrafo (em francês):

### Trajeto da Prisão do Templo até a Praça da Concórdia
Luís XVI foi acordado às 05h00 horas da manhã. Cléry, o seu camareiro, assiste o rei na sua toalete matinal. Luís XVI encontra-se, em seguida, com o abade Henry Essex Edgeworth, confessa-se, assiste à sua última missa e recebe a comunhão.
Aconselhado pelo abade, Luís XVI evita um último encontro de despedida com a sua família. Os guardas, temendo um rapto do rei, entram e saem incessantemente. Às 07h00 horas, Luís XVI confia as suas últimas vontades ao abade, o seu selo para o delfim e a sua aliança e casamente para a Rainha. Após receber a bênção do abade, Luís XVI junta-se a Antoine Joseph Santerre, que comanda a guarda. 
Um nevoeiro espesso envolve o dia, glacial. Dentro do primeiro pátio, Luís XVI volta-se para a Torre do Templo, onde foram colocados os demais membros da família real, mas estes não aparecem às janelas. No segundo pátio, uma carruagem verde espera. Luís XVI toma o seu lugar nela, com o abade, e mais duas pessoas da milícia instalam-se à sua frente. A carruagem deixa o Templo por volta das 09h00 horas. Ela vira à direita, pela Rua do Templo, para atingir os grandes Boulevards. 
Um cortejo é formado com a carruagem, precedido por tambores e escoltado por uma tropa de cavaleiros com sabres desfraldados. O cortejo avança entre diversas fileiras de guardas nacionais e de sans-culottes.

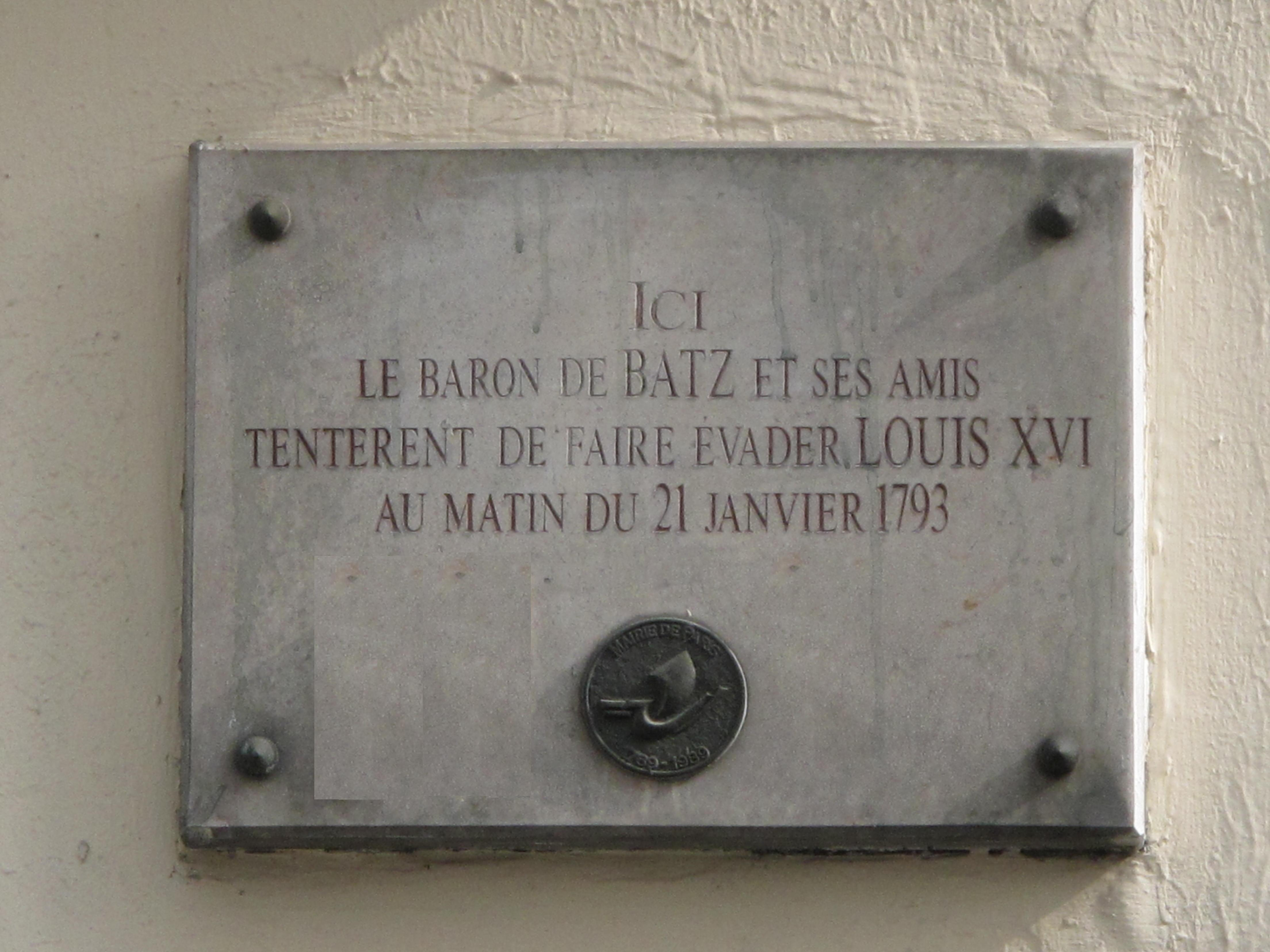
Placa na Rua de Beauregard comemorando a tentativa de evasão do Rei

A assistência é numerosa e está dividida. Uma maioria opõe-se à execução, mas os homens armados e guardas nacionais estão preparados. Nas proximidades da Rua de Cléry, o Barão de Batz, apoio da família real que havia financiado a Fuga de Varennes, convocou 300 monarquistas, para fazer evadir o rei. O rei deveria ser escondido em uma casa pertencente ao Conde de Marsan, na Rua de Cléry. O Barão de Batz avança aos gritos de: "Comigo, meus amigos, para salvar o rei!". Porém, seus companheiros haviam sido denunciados e apenas alguns puderam comparecer. Três foram mortos, mas o Barão de Batz pode escapar. Dentro da carruagem, o rei Luís XVI não percebeu nada. No breviário do abade, ele lia a prece dos agonizantes. O cortejo, conduzido por Santerre, prosseguiu seu caminho pelos boulevards e pela Rua da Revolução. Ele entra às 10h00 horas na Praça da Concórdia e para aos pés do cadafalso, instalado em frente ao Palácio das Tulherias, última residência real, entre o pedestal da estátua removida de Luís XV e a parte baixa dos Champs-Élysées. O local é rodeado por canhões em bateria e uma profusão de espadas e baionetas.

## Testemunhos

### Imprensa contemporânea
O jornal "Thermomètre du Jour" ("Termômetro do Dia") de 13 de Fevereiro, jornal republicano moderado, descreve o Rei gritando : "Estou perdido!", citando como testemunha o carrasco, Charles-Henri Sanson. 

### Sanson
Sanson, o carrasco do rei, reage à versão do jornal "Thermomètre du Jour", dando o seu próprio testemunho sobre a execução, em carta datada de 20 de fevereiro de 1793ː
Chegado ao pé da guilhotina, Luís XVI considerou um instante os instrumentos de seu suplício e perguntou a Sanson se os tambores cessariam de bater. Ele se aproximou para falar. Foi dito aos carrascos que fizessem seu dever. Enquanto lhe colocavam as cilhas, ele gritou : "Povo, eu morro inocente!". De seguida, virando-se para os carrascos, Luís XVI declara: "Senhores, sou inocente de tudo o que me inculpam. Espero que meu sangue possa cimentar a felicidade dos Franceses". O cutelo caiu. Eram 10 horas e 22 minutos. Um dos assistentes de Sanson apresentou a cabeça de Luís XVI ao povo, enquanto se elevava um grande grito de: "Viva a Nação! Viva a República!" e que ressoava uma salva de artilharia, que chegou até aos ouvidos da família real encarcerada..
Por fim, Sanson sublinha em uma carta que o rei "suportou tudo aquilo com um sangue frio e uma firmeza que nos espantou a todos. Fico quase convencido que ele retirou esta firmeza dos princípios da sua religião, dos quais ninguém mais do que ele parecia compenetrado ou persuadido". 

### Sanson Filho

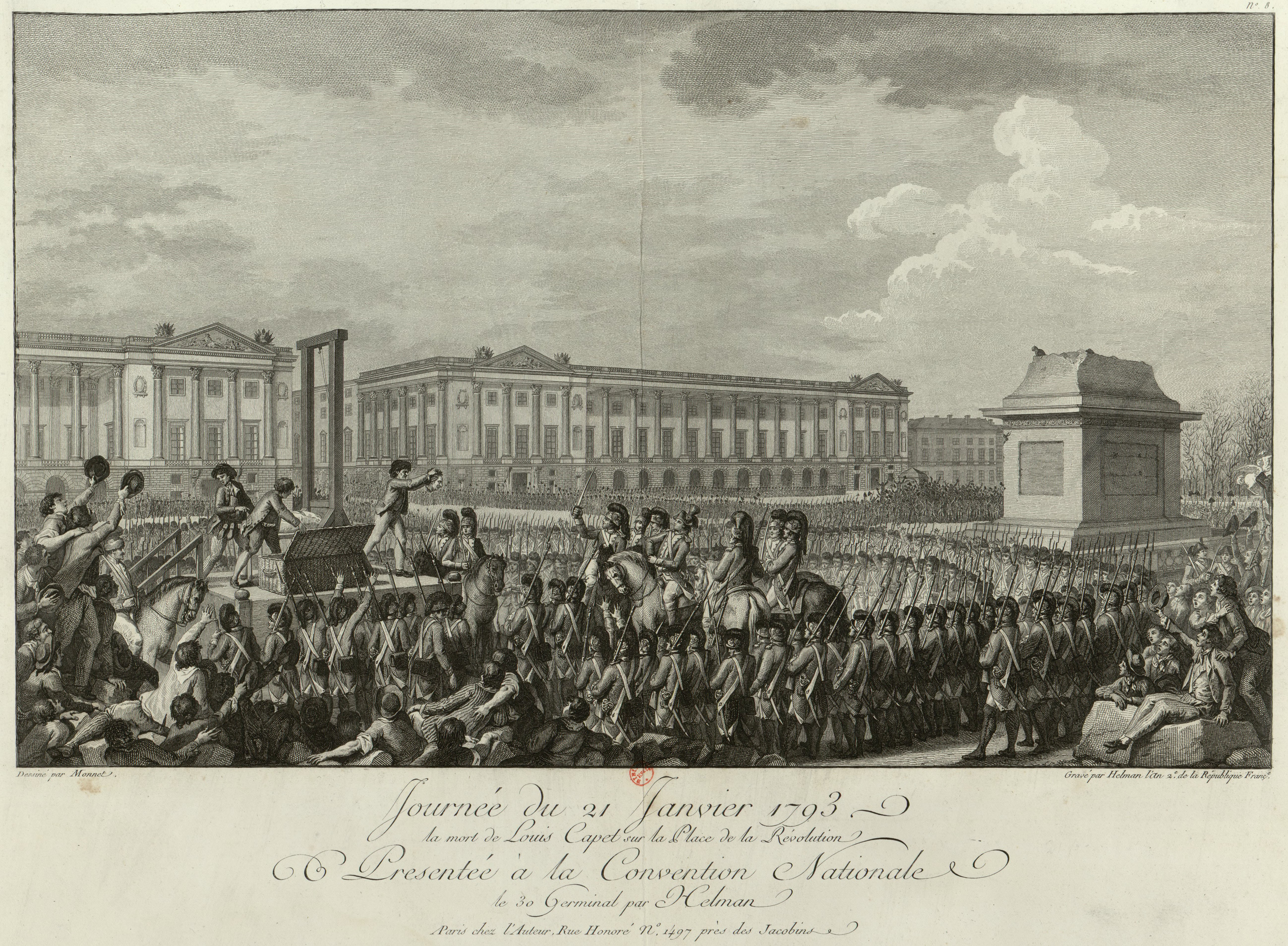
Execução de Luís XVI. À direita, o pedestal da estátua de Luís XV.

Alexandre Dumas, escritor francês bastante interessado no período e nos principais acontecimentos envolvidos na Revolução Francesa e que escreveu uma série de quatro romances históricos tendo como foco esta época conturbada da história francesa ("Memórias de um Médico"), em suas "Causeries" ("Conversas"), narra um encontro que teve com o filho do executor, em 1830:  
Então, dissestes que desejáveis alguma coisa, senhor Dumas ?

- Sabeis o quanto os autores dramáticos têm necessidade de informações precisas, senhor Sanson. Acontece que chegou o momento de eu colocar Luís XVI em cena. O que existe de verdade na luta que se travou entre ele e os ajudantes de vosso pai, aos pés do cadafalso ?
 
- Oh ! Eu posso lhe dizer, senhor. Eu estava lá.
 
- Eu sei e é por isso que eu me dirijo a vós.
 
- Então, vamos lá: o rei foi conduzido até ao cadafalso em sua própria carruagem e tinha as mãos livres. Aos pés do cadafalso, pensou-se que seria necessário amarrar-lhe as mãos, menos porque se temia que ele se defendesse que porque, em um movimento involuntário, ele pudesse entravar seu suplício ou torná-lo mais doloroso. Um dos ajudantes esperava então com uma corda, enquanto outro lhe dizia : "É necessário vos prender as mãos. A esta proposta imprevista, à visão inesperada da corda, Luís XVI fez um movimento de repulsa involuntário. "Jamais! gritou ele, jamais!" E ele empurrou o homem que segurava a corda. Os outros três ajudantes, acreditando ser uma luta, precipitaram-se vivamente. Daí o momento de confusão interpretado a sua maneira pelos historiadores. Então, meu pai aproximou-se e, num tom dos mais respeitosos: "Com um lenço, Sire" disse. A essa palavra, "Sire", que ele não havia escutado há muito tempo, Luís XVI estremeceu; e, como no mesmo instante seu confessor lhe dirigia algumas palavras da carruagem: "Pois bem, seja; ainda isso, meu Deus!" disse ele. E estendeu as mãos.

### Madame de Staël e a execução de Luís XVI
Este homem que não tinha força necessária para preservar seu poder, e que fez duvidar de sua coragem enquanto tinha necessidade dela para rechaçar seus inimigos; este homem cujo espírito naturalmente tímido não soube nem mesmo acreditar em suas idéias, nem mesmo adotar as de outro, mostrou-se totalmente capaz da mais espantosa das resoluções, aquela de sofrer e de morrer

## Inumaçãode Luís XVI noCemitério da Madeleine
O cadáver de Luís XVI é imediatamente transportado para a antiga Igreja da Madeleine. A Convenção recusou, com efeito, que os restos mortais de Luís XVI fossem inumados ao lado de seu pai, Luís de França, o Delfim, em Sens. São dois vigários juramentados, fiéis à Revolução, que oficiam o curto serviço fúnebre celebrado na Igreja da Madeleine. O vigário Damoureau testemunha: « Chegado ao cemitério, eu fiz que se fizesse um grande silêncio. Um destacamento de policiais nos fez ver o corpo. Ele estava vestido com um colete branco, calças de seda cinza, meias similares. Nós entoamos as vésperas, as preces do serviço dos mortos. O corpo, posto a descoberto no ataúde, foi, após as ordens do poder executivo, jogado no fundo de um fosso, sob uma camada de cal, depois uma camada de terra, tudo fortemente batido e em diversas vezes. A cabeça de Luís XVI foi posta a seus pés ».
Em 21 de janeiro de 1815, exatos vinte e dois anos após sua morte, os restos mortais de Luís XVI foram inumados na Basílica de Saint-Denis. Em 1816, seu irmão, o Rei Luís XVIII fez erguer um monumento fúnebre executado por Edme Gaulle.

## Hoje
O lugar onde foi inumado Luís XVI e, mais tarde, Maria Antonieta (16 de outubro de 1793) no cemitério da Madeleine é hoje o "Square Louis XVI". O altar da cripta marca o local exato onde Luís XVI foi inumado.